# Иван Чунчев
Иван Георгиев Чунчев е български общественик, учител и адвокат.

## Биография
Роден е на 23 юни 1844 г. в Паталеница. Първоначалното си образование получава в родното си село. От 1853 г. изучава псалтир, часослов и църковен ред в Кукленския манастир „Свети Безсребреници Козма и Дамян“. В периода 1861 – 1867 г. учи в Пловдивското класно училище на Йоаким Груев. След завършването му учителства в Калофер. От 1875 г. работи като адвокат в Пазарджик. След влизането на руските войски в Пазарджик по време на Руско-турската война, е избран за първия кмет на града. На този пост е от 14 януари до 22 февруари 1878 г. Подава оставка, тъй като трябва да посещава курс за по-висши чиновници в Пловдив. През 1879 г. работи в Ихтиманската градска община. Завръща се отново в Пазарджик като първи съдебен следовател в Окръжния съд. Иван Чунчев е един от инициаторите за създаването на читалище „Св. св. Кирил и Методий“ в Кубрат. Владее турски, персийски, арабски и руски език.